# Parque Cultural de Albarracín
El parque cultural de Albarracín es un territorio protegido que se extiende por cinco municipios de la provincia de Teruel (Comunidad Autónoma de Aragón, España).

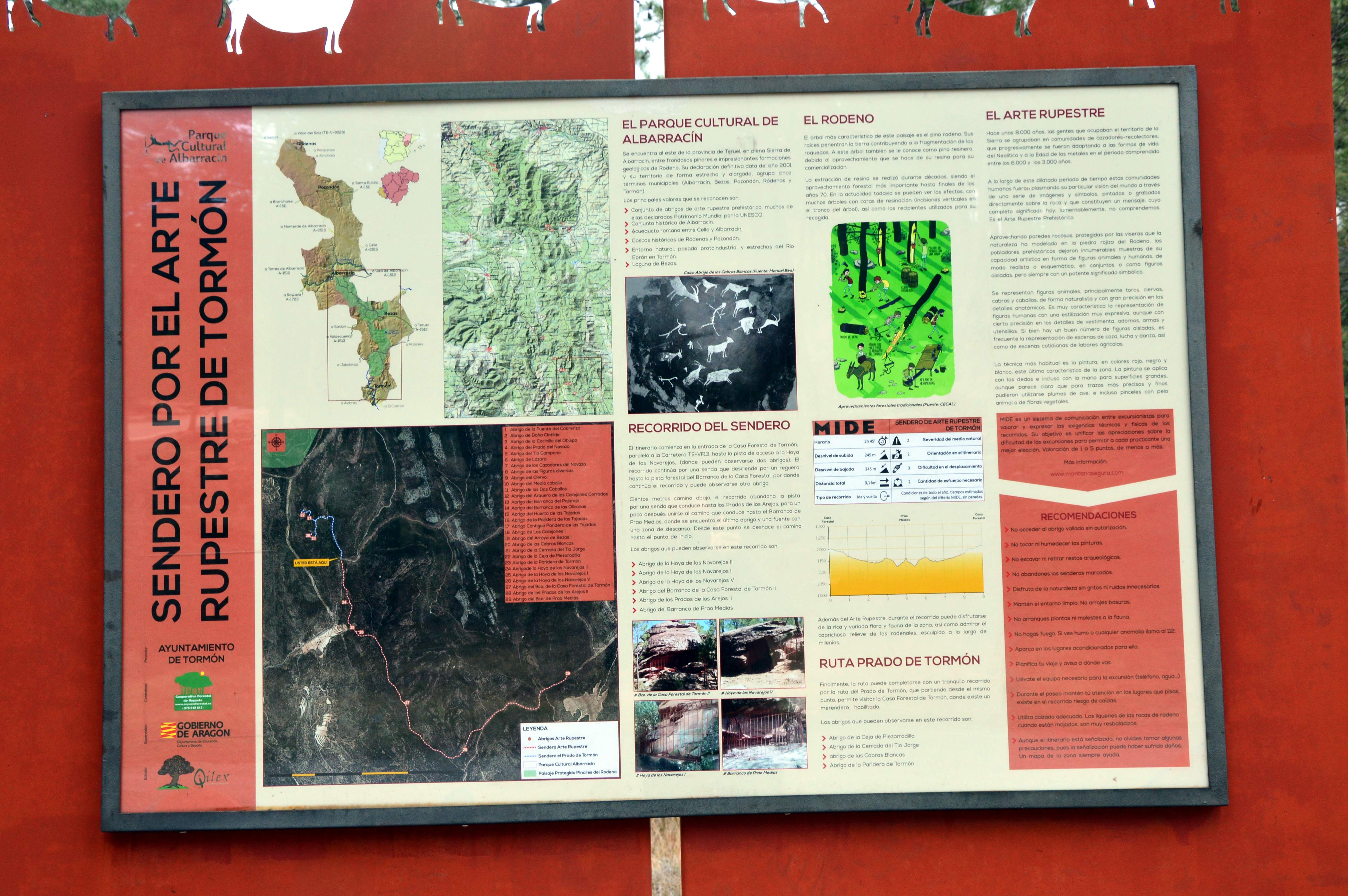
Detalle de tablón de contenidos del sendero de arte rupestre de Tormón

Es uno de los cinco Parques Culturales de Aragón –junto con San Juan de la Peña, Río Vero,  Río Martín y Maestrazgo-, declarado como tal el 22 de mayo de 2001. Decreto 107/2001 del Gobierno de Aragón.

## Ubicación
Situado en el este de la provincia de Teruel, en plena sierra de Albarracín, geomorfológicamente se caracteriza por ser un territorio montuoso, con densos pinares e impresionantes rodenales.
El territorio geográfico que integra el Parque Cultural de Albarracín posee forma alongada, con Albarracín en el centro, Ródenas y Pozondón al norte y Bezas y Tormón al sur.

## Descripción
Entre los principales valores patrimoniales que posee, cabe destacar las manifestaciones de arte rupestre declaradas Patrimonio Mundial por la UNESCO, así como llamativos conjuntos urbanos, muestras de arquitectura tradicional (hornos, molinos, tejerías, lavaderos...), yacimientos arqueológicos, restos de la Guerra Civil Española (1936-1939), etc. Todo ello inmerso en un entorno natural de alto valor natural y paisajístico, en el que cabe destacar el «Espacio Natural Protegido del Rodeno», con sus características formaciones rocosas (areniscas de facies Buntsandstein).

## Flora
Entre la flora y vegetación del Parque destaca el pino rodeno (Pinus pinaster), el pino negral o laricio (Pinus nigra) y el pino albar (Pinus sylvestris). En medio del pinar se da también la sabina albar (Juniperus thurifera) y la negral (Juniperus phoenicea), esta menos frecuente; así como diferentes especies de quercus: la carrasca o encina (Quercus rotundifolia), este de hoja perenne; el quejigo o rebollo (Quercus faginea) y el melojo (Quercus pyrenaica), los últimos de hoja marcescente. 

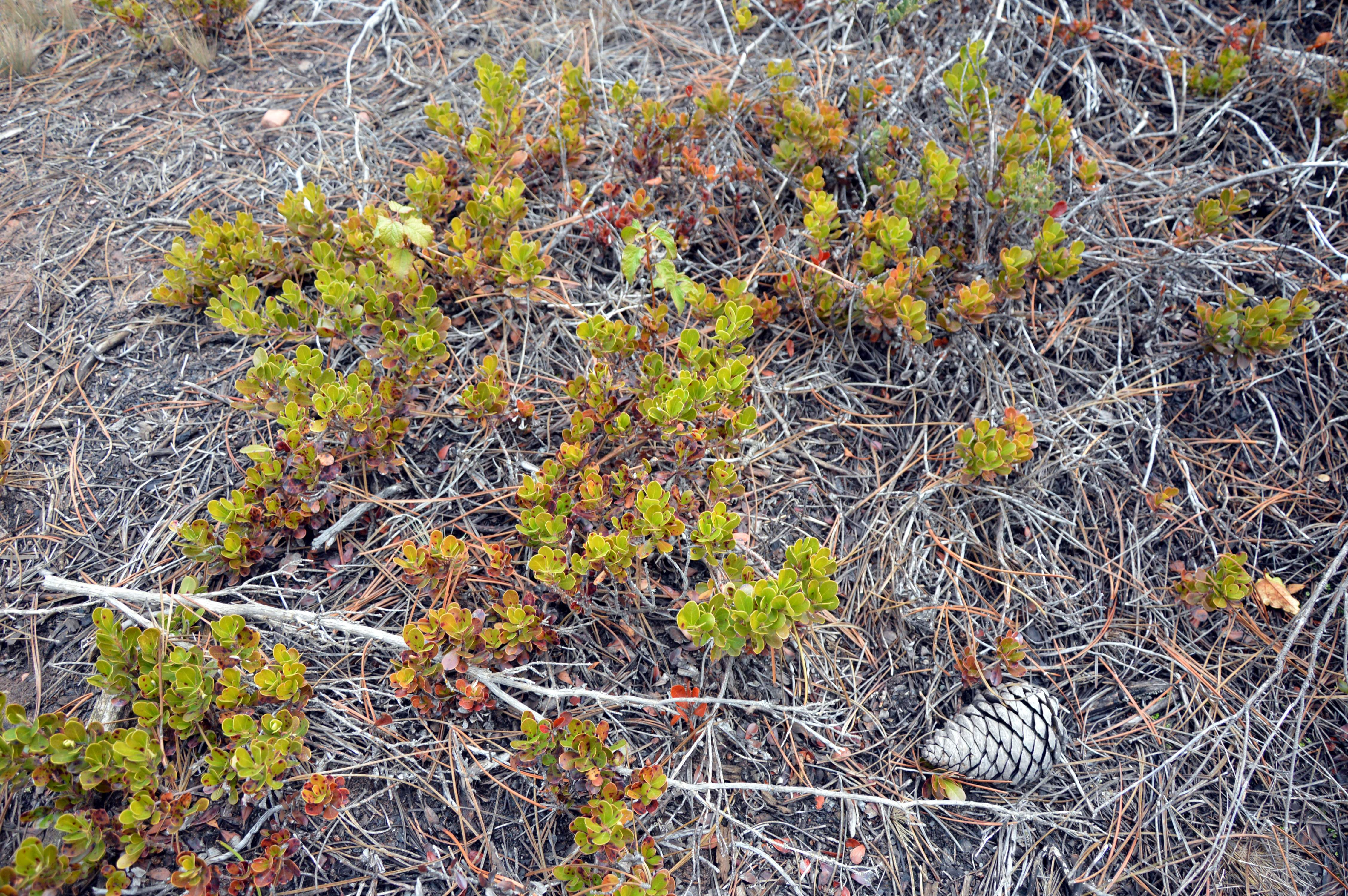
Gayuba en El Rodeno

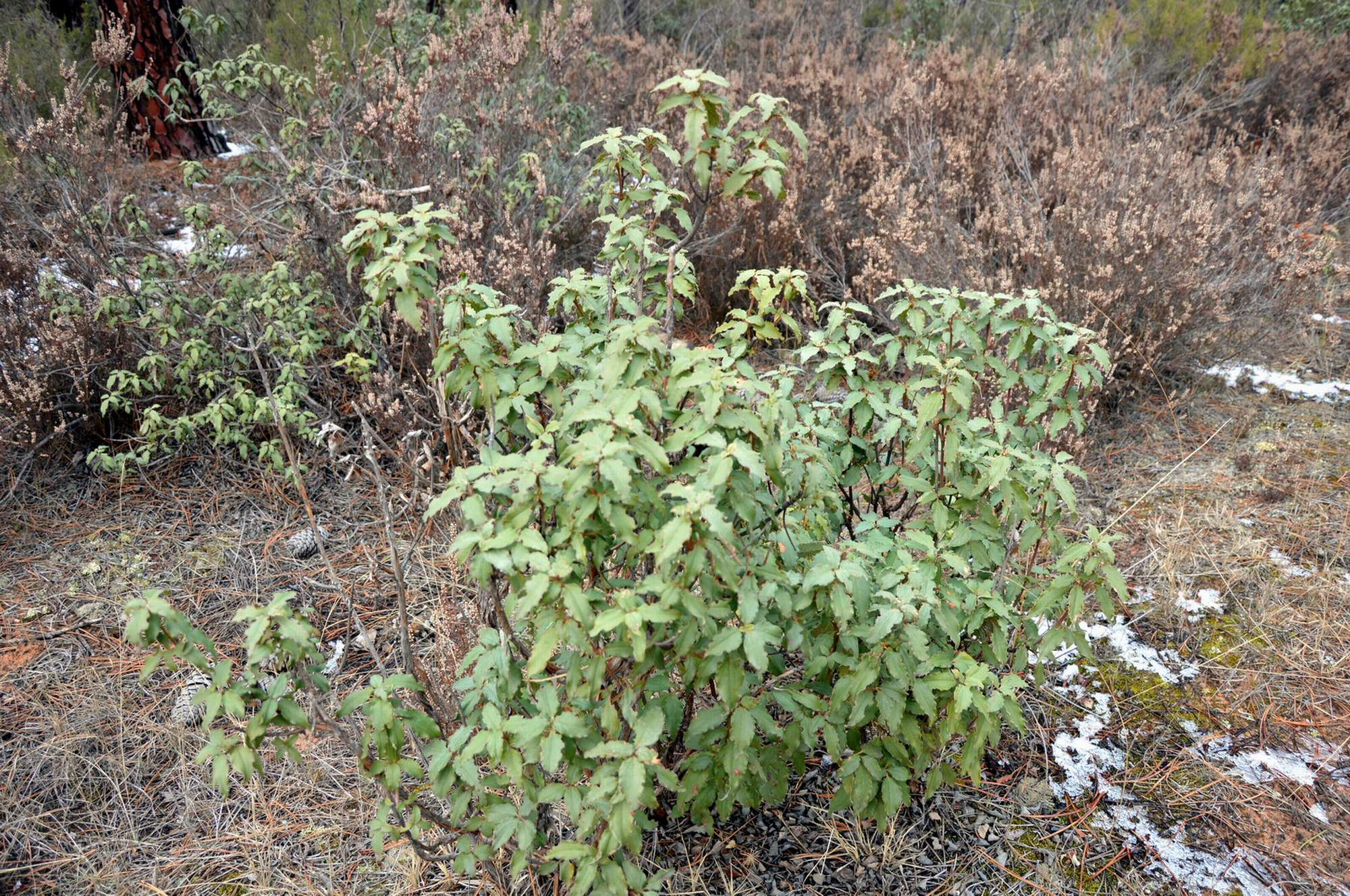
Estepa/jara en El Rodeno

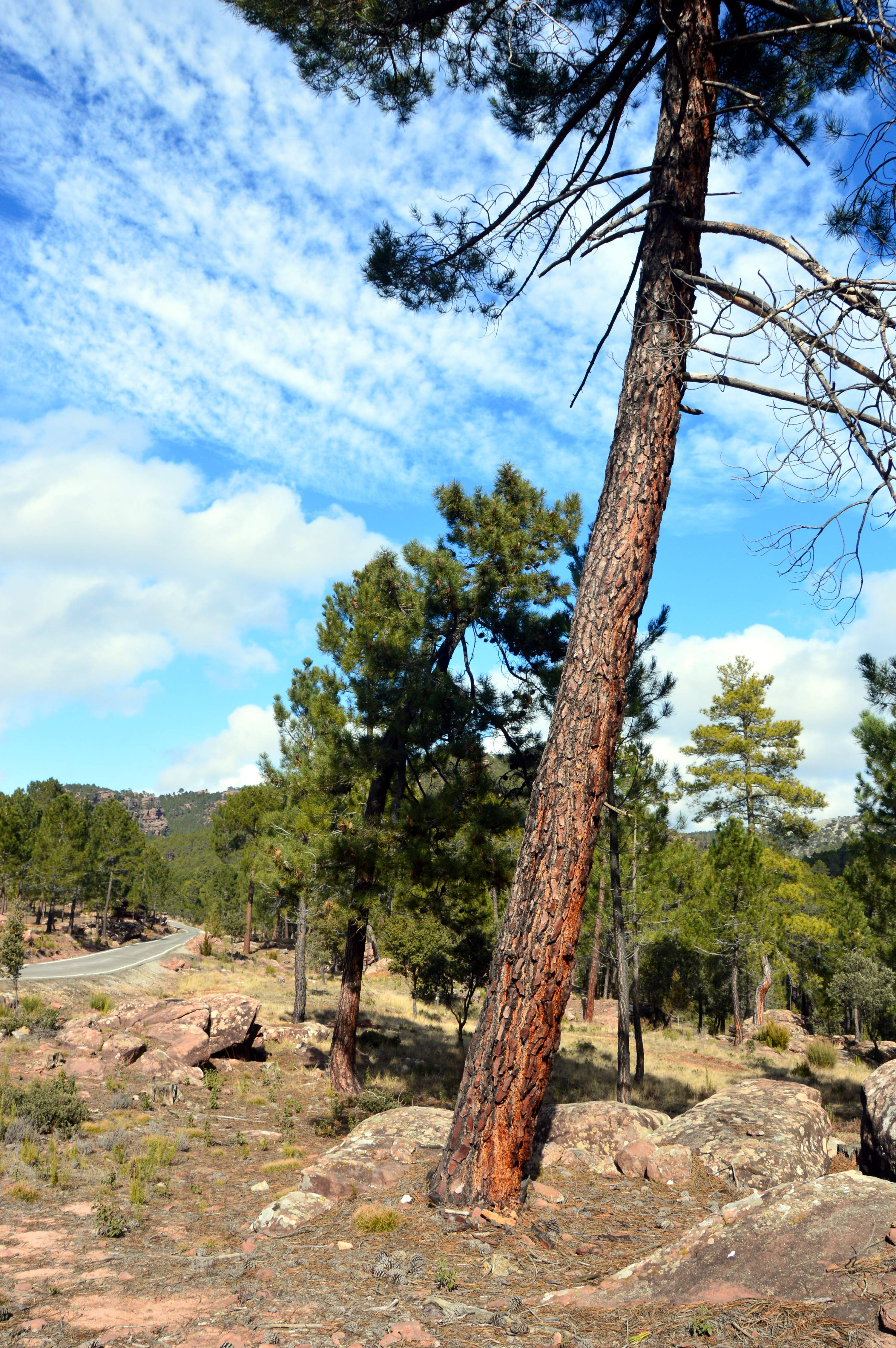
Paisaje del Rodeno de Tormón, con detalle de un pino rodeno

Respecto del estrato arbustivo, destaca una variedad de la estepa o jara de montaña (Cistus laurifolius), el brezo (Erica arborea), el biércol (Calluna vulgaris), pudiendo verse también en algunas zonas el madroño (Arbutus unedo).
Otras especies del sotobosque son la fresa silvestre (Fragaria vesca) y varias especies de orquídeas, que proliferan en zonas húmedas como la dedalera (Digitalis purpurea), la belladona (Atropa belladonna), planta venenosa propia de las umbrías y de olor desagradable.

## Fauna
Especies cinegéticas, destaca la cabra montés, el ciervo, el conejo, corzo, el gamo, el jabalí, la liebre y el zorro.
Especies no cinegéticas: la ardilla, la garduña, el gato montés y el tejón.
Sin embargo, las aves son el grupo faunístico más numeroso, llegando al centenar de especies –en particular las ligadas al bosque: paseriformes, pícidos...-; entre las rapaces diurnas destacan el águila calzada y el águila culebrera, el águila ratonera (Buteo buteo) y el alcotán. Entre las rapaces nocturnas están el autillo y el cárabo.
Entre los reptiles, destacan la lagartija ibérica, el lagarto ocelado y la culebra común, y entre los ofidios, la rana y el sapo común.

## Recursos micológicos
Las especies fúngicas (saprofitas y micorrizas) son muy abundantes en el monte del Rodeno. Entre las setas comestibles destaca el conocido rebollón (Lactarius deliciosus), las babosas o llanegas (Hygrophorus sp.), macrolepiotas, coprinus, etc. La seta de los caballeros (Tricholoma equestre) se considera hoy no comestible, aunque en la zona se ha consumido siempre. Abunda también la senderuela (Marasmius oreades), corpiños, colmenillas (Morchella sp.), huevo de rey (Amanita caesarea), etc.

## Valores recogidos por la ley
- Conjunto de cuevas, lugares y abrigos con arte rupestre prehistórico.
- Conjunto histórico, murallas y acueducto de la ciudad de Albarracín.
- Zona arqueológica de Piazo de la Virgen en Albarracín.
- Iglesia de Santa Catalina, en Ródenas.
- Casco histórico e Iglesia almenada de Pozondón.
- Entorno natural y pasado protoindustrial de Tormón.
- Espacios naturales de Bezas. Laguna
- Paisaje protegido del Rodeno de Albarracín.

## Equipamientos y servicios
El Parque Cultural de Albarracín cuenta en la actualidad con una gran cantidad de equipamientos y servicios, entre los que destacan la información turística, los centros museísticos y una red de senderos que conforman una ruta de más de 70 kilómetros -une todas las localidades del parque y pasa por los principales puntos de interés-: abrigos rupestre, parajes del río Ebrón en Tormón, paisaje cárstico de Pozondón, etc.
Respecto de la información turística, el Parque cuenta con una guía.

## Datos básicos
Municipios que lo integran: Albarracín, Bezas, Pozondón, Ródenas y Tormón.
Comarcas de pertenencia: sierra de Albarracín y Comunidad de Teruel.
Superficie: 62 000 ha.
Población censal: 1267 (Instituto Aragonés de Estadística, 2017).
Legislación: Ley 12/1997, de 3 de diciembre, de parques culturales de Aragón.
Creación: Orden de 13 de julio de 1998, del Departamento de Educación y Cultura y se publica en el Boletín Oficial de Aragón de 22 de julio de 1998.
Declaración definitiva: 22 de mayo de 2001. Decreto 107/2001.